# Beruwala
Beruwala (en tamil: பேருவளை) es una ciudad de Sri Lanka en el distrito de Kalutara, provincia Occidental.

## Geografía
Se encuentra a una altitud de 10 m s. n. m. a 58 km de la capital nacional, Colombo, en la zona horaria UTC +5:30.

## Demografía
Según estimación 2011 contaba con una población de 35 068 habitantes.